# Slobodan Mihajlović
Slobodan Mihajlović (1997. március 15. –) osztrák labdarúgó, a Grazer AK játékosa.

## Pályafutása
Mihajlović 2011 és 2015 között az osztrák AKA Vorarlberg akadémiájának játékosa volt. 2015 és 2016 között az osztrák másodosztályú SV Horn kötelékébe tartozott, bajnoki mérkőzésen viszont nem lépett pályára. 2016-ban az FC Hard csapatában futballozott. 2016 és 2018 között az FC Dornbirn színeiben ötvennégy bajnoki mérkőzésen lépett pályára. 2019 év elején igazolta le őt az MTK Budapest FC csapata, a magyar élvonalban március 2-án egy Újpest FC elleni mérkőzésen mutatkozott be.